# Requiem (Delius)
Pour les articles homonymes, voir Requiem (homonymie).

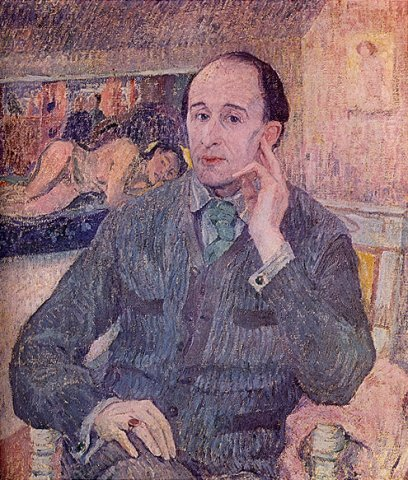
Portrait de Delius par Jelka Rosen (1912)

Le Requiem de Frederick Delius est composé entre 1913 et 1916, et créé en 1922. Il est écrit pour soprano, baryton, double chœur et orchestre. Il est dédié à la « mémoire de tous les jeunes artistes tombés pendant la guerre. » Ce Requiem est la dernière œuvre majeure connue de Delius, il n'a été enregistré qu'en 1968 et n'a été joué que sept fois dans le monde avant 1980.

## Histoire
Les raisons pour lesquelles Delius, athée déclaré, commence un Requiem, une forme incontestablement chrétienne, sont obscures (A Mass of Life, 1905, a également un titre suggérant la religion mais à un texte apparemment anti-religieux). Il commence la composition du requiem en 1913 après des vacances en Norvège. La dédicace « mémoire de tous les jeunes artistes tombés pendant la guerre » (To the memory of all young artists fallen in the war) n'était clairement pas dans l'esprit de Delius au début car aucune guerre n’avait lieu à ce moment. Il a substantiellement terminé l’œuvre le 26 octobre 1914, dix semaines après le début de la Première Guerre mondiale. Avant l'éclatement de la guerre, Henry Wood et Thomas Beecham avait montré un intérêt pour présenter l’œuvre lors de la dernière partie de la saison 1914. La guerre met fin à ces plans et Delius utilise l'opportunité pour faire quelques changements mineurs. Le 15 mars 1916 il dit à Philip Heseltine qu'il a terminé le requiem.
Le neveu de Delius est tué au combat peu avant la fin de la guerre mais la dédicace était déjà ajoutée à la partition durant l'été 1918.
L’œuvre, en deux parties et cinq sections, dure plus d'une demi-heure. Le chœur apparait dans chaque section avec la soprano ou le baryton soliste. Les deux solistes ne chantent ensemble que durant la section finale :
- Our days here are as one day (chœur, baryton )
- Hallelujah (chœur, baryton )
- My beloved whom I cherish was like a flower (baryton, chœur)
- I honour the man who can love life, yet without base fear can die (soprano, chœur)
- The snow lingers yet on the mountains (baryton, soprano, chœur)

Il subsiste certaines questions sur le texte. Il semble que Delius a fait une partie du travail lui-même au début, mais son ami juif allemand Heinrich Simon (de) a largement contribué, au point qu'en fait il se considère comme le vrai auteur et estime avoir droit à une redevance. Simon est le propriétaire et l'éditeur de Frankfurter Zeitung, et également un économiste politique, un écrivain et traducteur, un historien de l’art, un musicologue et un musicien. La manière dont Simon et Delius ont fait connaissance est inconnue. Le texte ne cite pas littéralement un auteur spécifique, mais il est dérivé en esprit d'écrits de Friedrich Nietzsche et d'Arthur Schopenhauer, de William Shakespeare, de la Bible et du texte Das Lied von der Erde de Gustav Mahler. À un moment les Hallelujahs sont mélangés avec des invocations arabes à Allah. La partition publiée ne fait pas mention de l’auteur du texte et l'implication de Heinrich Simon n'est connue que dans les années 1970. Thomas Hemsley, le baryton soliste de la représentation de 1965 à Liverpool, décrit les paroles comme « un peu embarrassantes, ressemblant plus à une imitation pauvre et de seconde main de Nietzsche. »
Delius lui-même décrit le Requiem comme non religieux ; le titre travail jusqu'à peu avant la première représentation est Pagan Requiem (requiem païen). Des parties du texte semblent critiques envers la religion et les croyants. Les associations autres que chrétiennes poussent les commentateurs de l'époque à déclarer avec mépris ce requiem comme « anti-chrétien » et son panthéisme ne gagne pas les cœurs de ceux souffrant encore de la perte d'un être aimé durant la Première Guerre mondiale. Le critique musical H. C. Colles (en) écrit « son texte n'est guère plus qu'un tract rationaliste et aride. » Le mélange d’Hallelujahs avec Allah II Allah est « apparemment introduit pour suggérer l'égale futilité des cris de guerre religieux dans le monde » et « le point de vue de Delius est, dans son ensemble, plus aride que la musique religieuse la plus conventionnelle car une négation peut générer aucune impulsion et aucun enthousiasme. »
En 1918 Delius écrit « je ne pense pas avoir jamais fait mieux » mais même ses plus grands supporteurs, Sir Thomas Beecham, Philip Heseltine et Eric Fenby, ne sont pas impressionnés par l’œuvre quand ils la présente. Beecham expose ce qu'il considère comme ses échecs dans son livre sur Delius. Fenby parle au début du requiem comme « l’œuvre chorale la plus déprimante que je connaisse » mais il voit par la suite ses mérites. Il écrit en 1981 dans une nouvelle version de son livre de 1936 Delius as I Knew Him (Delius tel que je l'ai connu) « cette expression musicale, dans le Requiem, de l'attitude courageuse de Delius à la vie en rejetant les religions organisées peut ainsi être considérée par les générations futures comme, derrière l'Arabesque danois, l'un de ses chefs-d’œuvre le plus caractéristique et le plus louable. »
La première représentation à Londres utilise une traduction en anglais du texte allemand effectuée par Philip Heseltine, qui est apporté au projet quand Ernest Newman décline la demande de Delius. Le cœur d'Heseltine n'était pas dans le projet, qu'il n'aimait pas ou auquel il ne croyait pas, ceci réduisant toutes les chances pour le Requiem d'être reçu sous un jour positif. L'œuvre est publiée pour la première fois en 1921
Heinrich Simon échappe à l'antisémitisme d'Hitler en immigrant aux États-Unis en 1934 mais il est assassiné à l'instigation des Nazis à Washington, D.C. en 1941. Il écrit une biographie de Delius qui n'est jamais publiée.

## Représentations et enregistrements
La première représentation du requiem de Delius a lieu au Queen's Hall de Londres le 23 mars 1922 avec le Royal Philharmonic Orchestra dirigé par Albert Coates. La soprano était Amy Evans (en) et le baryton Norman Williams. C'était le dernier concert de la saison, et il se termine par la Symphonie nº 9 de Beethoven,.
La première continentale a lieu à Francfort, Allemagne, seulement six semaines plus tard le 1er mai 1922 en présence du compositeur, sous la direction d'Oscar van Pander (1883-1968), critique musical et journaliste.
La représentation suivante a lieu 28 semaines plus tard, le 6 novembre 1950 au Carnegie Hall, New York. Le requiem est joué par le The Collegiate Chorale et le National Orchestra Association sous la direction de William Johnson avec comme solistes Inez Manier et Paul Ukena (en). Lors de ce concert sont également joués la Symphonie inachevée de Schubert dont le thème d'ouverture est cité par Delius au début du Requiem.
Quinze années passent avant la représentation suivante, la seconde seulement au Royaume-Uni, le 9 novembre 1965, par le Royal Liverpool Philharmonic Orchestra sous la direction de Charles Groves, avec comme solistes Heather Harper et Thomas Hemsley.
Le requiem est de nouveau joué à Londres en 1968 avec le Royal Philharmonic Orchestra, la Royal Choral Society, Heather Harper et John Shirley-Quirk au Royal Albert Hall. Sir Malcolm Sargent devait diriger mais il meurt en 1967 et Meredith Davies est appelé à sa place. Le premier enregistrement a lieu quelque temps plus tard avec les mêmes interprètes.
En 1980, seules deux représentations supplémentaires ont eu lieu aux États-Unis (Ann Arbor, Michigan et New York), ainsi qu'une à Greenville, Delaware avec un orgue, une harpe et des percussions remplaçant l'orchestre.
Un autre enregistrement est fait en 1996 et sort en 1997, avec Rebecca Evans (en), Peter Coleman-Wright (en), le Bournemouth Symphony Orchestra, le Waynflete Singers et le Bournemouth Chorus, sous la direction de Richard Hickox.

## Orchestration
Delius utilise les instruments suivants dans son orchestration :
- 3 flûtes (la troisième est aussi piccolo), 2 hautbois, cor anglais, hautbois baryton, 3 clarinettes en si bémol, clarinette basse en si bémol, 3 bassons, sarrusophone en do (ou contrebasson), 6 cors en fa, 3 trompettes en do, 3 trombones, tuba, timbales, percussions (glockenspiel, triangle, caisse claire, grosse caisse, cymbales), célesta, harpe, cordes[6].

Un double chœur chante avec une soliste soprano et un baryton.